# Irbid
Irbid (arab. مدينة إربد) – miasto w północnej Jordanii, w pobliżu granicy z Syrią, ośrodek administracyjny muhafazy Irbid, położone ok. 29 km na południowy wschód od Jeziora Galilejskiego. W 2020 roku liczyło 557 tys. mieszkańców. Trzecie co do wielkości miasto kraju. W mieście rozwinął się przemysł spożywczy.

## Miasta partnerskie
- Rumunia: Jassy